# Subliminal (album)
Pour les articles homonymes, voir Subliminal.
Albums de Maître Gims
Ceux qui dorment les yeux ouverts
(2006) Mon cœur avait raison
(2015)
Singles
1. Meurtre par strangulation
Sortie : 1er mars 2013
2. J'me tire
Sortie : 15 mars 2013
3. Bella
Sortie : 6 mai 2013
4. VQ2PQ
Sortie : 13 mai 2013
5. One Shot
Sortie : 10 juin 2013
6. Ça marche
Sortie : 5 août 2013
7. Changer
Sortie : 17 octobre 2013
8. You Lose
Sortie : 28 octobre 2013
9. Zombie
Sortie : 4 décembre 2013
10. Warano Style
Sortie : 7 mars 2014

Subliminal est le premier album solo du rappeur congolais Maître Gims, sorti le 20 mai 2013 sur le label Wati B. Il s'est écoulé à plus de 1 000 000 d'exemplaires.

## Genèse
En 2012, Maître Gims annonça via les réseaux sociaux qu'il préparait une bande dessinée intitulée Au cœur du Vortex. Parallèlement au dessin, Maître Gims développe une marque de textile concept : Vortex VX. 
Bien que l'annonce d'un album solo de Maître Gims fût annoncée depuis un moment, ce fut le 29 janvier 2013, dans la vidéo Welcome to the Wa Part. 4 : La Consécration, qu'il annonça la sortie de son album solo Subliminal pour le 20 mai 2013. 
Le 1er mars 2013, Maître Gims diffusa Meurtre par strangulation (M.P.S.), extrait de son album accompagné d'un clip. Le 15 mars, il dévoila J'me tire, le deuxième extrait. Ce titre fut le premier single de l'album et il fut accompagné d'un clip. Il se classa numéro 1 au Top 50 pendant quatre semaines à compter 18 mars 2013,.

## Promotion
Pour promouvoir son  album, Maître Gims dévoile des titres inédits qui ne feront pas partie de l'album sous la forme d'une série intitulée Ceci n'est pas un clip (tous sous forme de vidéo, réalisés par Styck et Screetch pour Daylight Production) :
- Ceci n'est pas un clip
- Ceci n'est pas un clip II : Tapis dans l'ombre
- Ceci n'est pas un clip III : De Marseille à Paris ft. Bedjik (son frère[4]), Dr. Bériz (L'institut), H Magnum & Soprano
- Ceci n'est pas un clip IV : Close Your Eyes ft. JR O Chrome
- Ceci n'est pas un clip V : Sharingan ft. 1solent (L'institut), The Shin Sekaï & Orelsan
- Ceci n'est pas un clip VI : Bavon ft. Charly Bell

## Clips vidéo
- Meurtre par strangulation : sorti le 1er mars 2013. (réalisation : Lucas "Styck" Maggiori  & Richard "Screetch" Bismuth)
- J'me tire : sorti le 10 avril 2013. (réalisation : Lucas "Styck" Maggiori & Richard "Screetch" Bismuth)
- VQ2PQ : sorti le 13 mai 2013. (réalisation : Lucas "Styck" Maggiori & Richard "Screetch" Bismuth)
- Bella : sorti le 19 juin 2013. (réalisation : Lucas "Styck" Maggiori & Richard "Screetch" Bismuth)
- One Shot : sorti le 24 juillet 2013. (réalisation : Lucas "Styck" Maggiori & Richard "Screetch" Bismuth)
- Ça marche : sorti le 12 octobre 2013. (réalisation : Lucas "Styck" Maggiori & Richard "Screetch" Bismuth)
- Changer : sorti le 22 novembre 2013. (réalisation : Lucas "Styck" Maggiori & Richard "Screetch" Bismuth)
- Zombie : sorti le 31 janvier 2014. (réalisation : Lucas "Styck" Maggiori & Richard "Screetch" Bismuth)

## Accueil

### Accueil commercial
Dès sa première semaine d'exploitation, l'album Subliminal est certifié disque de platine : il se vend à 66 000 exemplaires en ventes d'albums réelles, mais s'est cependant écoulé à 100 000 exemplaires en comptant les ventes en magasin. Un mois après sa sortie, Subliminal est vendu à 200 000 exemplaires et est certifié double disque de platine. Puis, trois mois après sa sortie, il est certifié triple disque de platine avec 300 000 ventes. L'album finira par être double disque de diamant pour plus de 1 000 000 de ventes.

## Liste des pistes
| Subliminal | Subliminal                                 | Subliminal                         | Subliminal                            | Subliminal | Subliminal | Subliminal | Subliminal | Subliminal | Subliminal |
| No         | Titre                                      | Auteur                             | Compositeurs(s)                       | Durée      |            |            |            |            |            |
| ---------- | ------------------------------------------ | ---------------------------------- | ------------------------------------- | ---------- | ---------- | ---------- | ---------- | ---------- | ---------- |
| 1.         | Intro                                      | Maître Gims                        | Maître Gims, Stan E                   | 2:49       |            |            |            |            |            |
| 2.         | Meurtre par strangulation                  | Maître Gims                        | Maître Gims, Renaud Rebillaud, Stan E | 4:23       |            |            |            |            |            |
| 3.         | J'me tire                                  | Maître Gims                        | Maître Gims, Renaud Rebillaud         | 4:10       |            |            |            |            |            |
| 4.         | Freedom (feat. H Magnum)                   | Maître Gims, H Magnum              | Maître Gims, Renaud Rebillaud         | 3:44       |            |            |            |            |            |
| 5.         | VQ2PQ                                      | Maître Gims                        | Maître Gims, Renaud Rebillaud, Wisla  | 3:41       |            |            |            |            |            |
| 6.         | Ça décoiffe (feat. Black M & Jr O Crom)    | Maître Gims, Black M, Jr O Crom    | Maître Gims, Stan E                   | 4:37       |            |            |            |            |            |
| 7.         | One Shot (feat. Dry)                       | Maître Gims, Dry                   | Maître Gims, Renaud Rebillaud         | 3:26       |            |            |            |            |            |
| 8.         | Où est ton arme (feat. Maska)              | Maître Gims, Maska                 | Maître Gims, Renaud Rebillaud         | 4:27       |            |            |            |            |            |
| 9.         | Interlude                                  | Maître Gims                        | Maître Gims, Stan E                   | 1:40       |            |            |            |            |            |
| 10.        | La chute                                   | Maître Gims, Renaud Rebillaud      | Maître Gims, Renaud Rebillaud         | 4:03       |            |            |            |            |            |
| 11.        | Ça marche (feat. The Shin Sekaï)           | Maître Gims, Dadju, Abou Tall      | Maître Gims, Renaud Rebillaud         | 3:41       |            |            |            |            |            |
| 12.        | Épuisé                                     | Maître Gims                        | Maître Gims, Renaud Rebillaud         | 3:45       |            |            |            |            |            |
| 13.        | Laisse tomber (feat. Dr. Beriz & Insolent) | Maître Gims, Dr. Beriz, Insolent   | Maître Gims, Renaud Rebillaud         | 4:23       |            |            |            |            |            |
| 14.        | À la base                                  | Maître Gims                        | Maître Gims, Renaud Rebillaud, Wisla  | 4:04       |            |            |            |            |            |
| 15.        | Pas touché (feat. Pitbull)                 | Maître Gims, Pitbull               | Maître Gims, Southside                | 3:39       |            |            |            |            |            |
| 16.        | Outsider (feat. Bedjik, Dadju, Xgangs)     | Maître Gims, Dadju, Xgangs, Bedjik | Maître Gims, Stan E                   | 4:59       |            |            |            |            |            |
| 17.        | Bella                                      | Maître Gims                        | Maître Gims, Renaud Rebillaud         | 3:46       |            |            |            |            |            |
| 18.        | Changer                                    | Maître Gims                        | Maître Gims, Renaud Rebillaud         | 3:30       |            |            |            |            |            |
| 1:09:00    |                                            |                                    |                                       |            |            |            |            |            |            |

| La Face Cachée | La Face Cachée                                                    | La Face Cachée                                    | La Face Cachée                | La Face Cachée | La Face Cachée | La Face Cachée | La Face Cachée | La Face Cachée | La Face Cachée |
| No             | Titre                                                             | Auteur                                            | Compositeurs(s)               | Durée          |                |                |                |                |                |
| -------------- | ----------------------------------------------------------------- | ------------------------------------------------- | ----------------------------- | -------------- | -------------- | -------------- | -------------- | -------------- | -------------- |
| 1.             | You Lose                                                          | Maître Gims                                       | Maître Gims, Dany Synthé      | 4:23           |                |                |                |                |                |
| 2.             | Zombie                                                            | Maître Gims                                       | Maître Gims, Renaud Rebillaud | 4:05           |                |                |                |                |                |
| 3.             | De Marseille à Paris (feat. Bedjik, Dr. Beriz, H Magnum, Soprano) | Maître Gims, Bedjik, Dr. Beriz, H Magnum, Soprano | Maître Gims, Stan E           | 4:33           |                |                |                |                |                |
| 4.             | Close Your Eyes (feat. Jr O Crom)                                 | Maître Gims, Jr O Crom                            | Maître Gims, Renaud Rebillaud | 2:39           |                |                |                |                |                |
| 5.             | Monstre Marin                                                     | Maître Gims                                       | Maître Gims, Renaud Rebillaud | 3:31           |                |                |                |                |                |
| 6.             | Warano-Style                                                      | Maître Gims                                       | Maître Gims, Renaud Rebillaud | 4:26           |                |                |                |                |                |
| 0:23:36        |                                                                   |                                                   |                               |                |                |                |                |                |                |

## Classement des ventes et certifications

### Classements
| Classement (2013)             | Meilleure position |
| ----------------------------- | ------------------ |
| Belgique (Flandre Ultratop)   | 47                 |
| Belgique (Wallonie Ultratop)  | 1                  |
| France (SNEP)                 | 2                  |
| Pays-Bas (Mega Album Top 100) | 72                 |
| Suisse (Schweizer Hitparade)  | 11                 |
| Classement (2015)             | Meilleure position |
| France (SNEP Back catalogue)  | 1                  |

### Certifications
| Pays     | Certification                | Ventes certifiées |
| -------- | ---------------------------- | ----------------- |
| Belgique | Or                           | 15 000            |
| France   | 2 × Diamant[réf. nécessaire] | 1 000 000         |